# Source Code Pro
 Source Code Pro es una tipografía sans-serif monoespaciada diseñada por Paul D. Hunt para Adobe Systems. Es la segunda familia tipográfica de código abierto de Adobe, distribuida bajo la licencia SIL Open Font License.

## Source Code Pro (2012)
Source Code Pro es un conjunto de fuentes monosespaciadas OpenType que han sido diseñadas para funcionar bien en entornos de programación y código. La familia tipográfica es un diseño complementario de la familia tipográfica Source Sans Pro. Está disponible en siete pesos:(Extra-ligero, ligero, normal, mediano, seminegrita, negrita, negra).
Los cambios que se han hecho a partir de Source Sans Pro incluyen:
- Altura x más larga
- Número cero punteado
- Letras i, j y l rediseñadas
- Aumento del tamaño de los signos de puntuación.
- Formas optimizadas de caracteres importantes, como los signos de mayor y menor que (< >).
- Alturas ajustadas de guiones y símbolos matemáticos que mejoran la alineación entre sí.

La fuente se ha actualizado regularmente desde su lanzamiento inicial. Los estilos en cursiva se agregaron en el 2015 y los formatos de fuentes variables en el 2018.